# Župnija Sv. Miklavž nad Laškim
Župnija Sv. Miklavž nad Laškim je rimskokatoliška teritorialna župnija dekanije Laško škofije Celje.
Do 7. aprila 2006, ko je bila ustanovljena škofija Celje, je bila župnija del savskega naddekanata škofije Maribor.